# Congregação Mariana
Congregação Mariana é uma associação pública de leigos católicos. É formada por cristãos católicos que procuram seguir melhor o Cristianismo através de uma vida consagrada à Mãe de Deus, a Virgem Maria.
"Santidade e apostolado" são suas metas para uma transformação cristã da Sociedade humana.

## História[1]
As Congregações Marianas tiveram início em 1563, quando o jesuíta Pe. Jean Leunis começou, entre os alunos do Colégio Romano, em Roma, um sodalício (grupo) cujos membros se distinguiam por uma vida cristã e mariana fervorosa e pela prática de diversas formas de apostolado.
Enquanto as Congregações Marianas se espalhavam rapidamente pelo mundo, sobretudo nos Colégios da Companhia de Jesus, a Congregação Mariana do Colégio Romano foi erigida canonicamente, em 1584, pela Bula "Omnipotentis Dei" do Papa Gregório XIII, com o título de "Prima Primaria" (a primeira). A ela passaram a ser agregadas até 1967, as diversas Congregações de todas as partes do mundo, as quais podiam participar dos mesmos benefícios espirituais que lhe haviam sido concedidos pela Sé Apostólica.
Em 1748, com a Bula Áurea "Gloriosae Dominae", o Papa Bento XIV enriqueceu as Congregações Marianas com especiais privilégios. Mesmo após a supressão da Companhia de Jesus em quase todo o mundo, as Congregações Marianas continuaram a existir, confirmadas em 1773 pelo Breve "Commendatissimum" do Papa Clemente XIV.
Em 1948, no segundo centenário da Bula "Gloriosae Dominae", o Papa Pio XII, pela Constituição Apostólica "Bis Saeculari" (BS), deu às Congregações Marianas o que passou a ser sua Carta Magna.
Em 1967, no impulso renovador que aconteceu nas associações religiosas após o Concílio Vaticano II, a Federação Mundial das Congregações Marianas, reunida em Roma, propôs uma modificação substancial das Regras Comuns, aprovadas pela Santa Sé em 1587, sendo sua última atualização em 1910, substituindo-as pelos Princípios Gerais e as Normas Gerais, bem como a mudança do nome para Comunidade de Vida Cristã (CVX), com intenção de uma possível volta à Espiritualidade Inaciana que acreditavam ter sido perdida. 
Aceitos de modo definitivo em 31 de maio de 1971 pela Santa Sé, os Princípios Gerais sofreram várias modificações, sendo a última delas aprovada por Decreto do Pontifício Conselho para os Leigos, em 3 de dezembro de 1990.
Em sua longa história, as Congregações Marianas, como verdadeiras "escolas vivas de piedade e vida cristã operante", deram à Igreja pelo menos 63 santos canonizados e 45 beatos, 22 fundadores de Institutos Religiosos, mártires, missionários e inúmeros leigos de vida cristã exemplar. 
De 1567 até agora, entre os 31 Papas que ocuparam a Cátedra de São Pedro, 25 eram Congregados Marianos, inclusive o Papa São João Paulo II que foi membro da Congregação Mariana da Escola Secundária de Wadowice, tendo nela ingressado em 14 de dezembro de 1935 e foi seu presidente entre 26 de abril de 1936 e 20 de maio de 1938. Em 6 de fevereiro de 1939, ingressou na Congregação Mariana para Acadêmicos da Universidade Jaguelônica, de Cracóvia., Bento XVI que se consagrou na Congregação Mariana do Seminário de Regensburg, Alemanha.

### Congregação Mariana do Brasil
- No Brasil, as Congregações Marianas existiram no período colonial, sobretudo nos Colégios da Companhia de Jesus e praticamente desapareceram com a expulsão dos jesuítas, em 1759.

- Em 1870, foi fundada novamente uma Congregação Mariana, agregada à Prima Primária, em Itu, estado de São Paulo, e, a partir de então, tiveram elas notável crescimento em todo o País, quer em Paróquias ou em outros ambientes.

- Em 1927, iniciou-se o movimento federativo com a primeira Federação Estadual, no estado de São Paulo.

- Em 1937, criou-se a Confederação Nacional com sede no Rio de Janeiro. Foi o Brasil, nesta época, o líder, em todo o mundo, no número e crescimento de Congregações e Congregados.

- A mudança, em nível mundial, acontecida em 1967, não deixou de afetar a vida das Congregações Marianas no Brasil.

- Em 1970, em reunião nacional realizada em Juiz de Fora, Minas Gerais, foram por elas aceitos os Princípios Gerais, mas decidiu-se manter-se o nome tradicional de Congregação Mariana, aproveitando a liberdade concedida pela Federação Mundial das Comunidades de Vida Cristã, na Assembleia Mundial de 1967.

- Em maio de 1988, o Conselho Mundial das Comunidades de Vida Cristã, mantendo o reconhecimento das Congregações Marianas no Brasil, admitiu também a representação, naquele Conselho, das primeiras Comunidades de Vida Cristã que, como tais, já começavam a existir no País. Criou-se assim, uma dupla presença do Brasil naquele Conselho Mundial, através de associações que funcionam completamente independentes uma da outra.

- Tal situação levou as Congregações Marianas do Brasil, na sua Assembleia Nacional realizada em novembro de 1991, em Aparecida, estado de São Paulo, a aprovar um novo Estatuto da Confederação Nacional, no qual há uma referência explícita a uma Regra de Vida a ser elaborada, a qual, substituindo em âmbito de Brasil, os Princípios Gerais e as Normas Gerais, fizesse das Congregações Marianas do Brasil uma associação religiosa de leigos, autônoma, com a marca característica da devoção mariana, como sempre foram e continuaram sendo no Brasil. Esta decisão teve aprovação do Assistente Eclesiástico Nacional das Congregações Marianas, o Arcebispo do Rio de Janeiro, Cardeal Dom Eugênio Sales.

- A Regra da Vida foi elaborada durante o ano de 1992 por uma Comissão de Congregados Marianos de várias regiões do país, coordenada pelo representante do Assistente Eclesiástico Nacional. enriquecida com muitas sugestões e críticas de Bispos, Sacerdotes e outros Congregados Marianos. O texto final na Assembleia Nacional, realizada dia 7 de novembro de 1992 na cidade de Aparecida, SP, homologado pelo Assistente Eclesiástico Nacional, Cardeal Dom Eugenio Sales, em 3 de dezembro de 1992. Submetida à Conferência Nacional dos Bispos do Brasil, algumas alterações foram sugeridas e aprovadas na Assembleia Nacional de Aparecida, em  novembro de 1993 e aprovado pela CNBB “ad experimentum”  por cinco anos decreto número 07/93. No ano de 1996 as regras foram prorrogadas por mais dois anos, para adaptação. Após esta data, não houve decreto de aprovação definitiva, para a nova Regra de Vida.  [2]

## Finalidades da Associação[3]

### O que as Congregações Marianas propõem a seus membros
- A busca permanente da santidade pessoal pelo crescimento da vida cristã, no seguimento de Jesus Cristo, através de uma ardentíssima devoção, reverência e amor filial à Virgem Maria e, por esta devoção e pelo patrocínio de tão boa Mãe, ser bons cristãos e santificar-se.

- A santificação pessoal no próprio estado de vida, respeitando a índole secular própria e peculiar dos Fiéis leigos, de modo que cada um procure santificar-se em seu estado e, quanto a posição social lhe permitir, salvar e santificar os outros.

- A comunhão sólida e convicta com a Igreja Hierárquica, através de uma fervorosa e incondicional adesão à Santa Sé Apostólica, Cabeça e Fundamento de toda Hierarquia Eclesiástica, mas também pela humilde e dócil submissão às ordens e conselhos dos Bispos locais, sem esquecer seus direitos.

- A profissão e o testemunho público da fé católica, acolhendo e proclamando a verdade sobre Cristo, a Igreja e sobre o homem, em obediência ao Magistério da Igreja que autenticamente a interpreta.

- O trabalho apostólico, plenamente inserido na pastoral das Igrejas locais e de acordo com as orientações de seus Pastores, visando sobretudo à evangelização e santificação dos homens e a formação cristã de suas consciências, de modo a procurar permear de espírito evangélico os vários meios sociais e ambientes.

- A presença na sociedade humana, de modo que a vida social e profissional do Congregado Mariano, à luz da Doutrina Social da Igreja, esteja a serviço da dignidade integral da pessoa humana e de uma sociedade justa e fraterna.

### Como cumprir estas finalidades
- Uma vida de piedade pessoal e comunitária, caracterizada:

1) Pela oração diária, a meditação, o exame de consciência e pela reza do Terço de Nossa Senhora, de acordo com o Devocionário próprio das Congregações Marianas;

2) A frequência ao Sacramento da Penitência e a participação diária ou, ao menos semanal, na Santa Missa e na Comunhão Eucarística.

3) A prática anual do Retiro Espiritual segundo o método proposto pelos Exercícios Espirituais de Santo Inácio de Loyola;

4) A prática da direção espiritual sob a orientação de um confessor, quanto possível, estável.
- O crescimento no conhecimento da fé católica:

1) Pelo estudo permanente e criterioso da Sagrada Escritura e do ensinamento dogmático e moral da Santa Igreja;

2) Pelo interesse em conhecer os documentos do Magistério Eclesiástico, em especial, a Doutrina Social da Igreja.
- Tomar a cargo, como coisa própria sua e de acordo com sua condição de vida, todas as obras apostólicas recomendadas pela Santa Igreja, tendo como guias os Pastores, e isso não só individual como coletivamente, em especial:

1) O apostolado no meio familiar, social e profissional em que cada um vive;

2) A presença cristã nos meios de comunicação social, na vida política, na educação, nos ambientes mais marginalizados da sociedade;

3) A colaboração fraterna e generosa com outras Associações e Movimentos leigos de apostolado.
- A atenção permanente em sentir com a Igreja, conformando perfeitamente sua fé e seus costumes com o que ensina a Santa Igreja Católica, louvando o que Ela louva e reprovando o que Ela reprova, sentindo como Ela sente em todas as coisas, não se envergonhando nunca, seja na vida particular, seja na vida pública, de proceder como filho obediente e fiel de tão santa Mãe.

## Símbolos

### Hino
O hino da Congregação Mariana no Brasil pode ser encontrado em duas fontes brasileiras referente a esta associação. No sítio da Congregação Mariana da Imaculada Conceição e Santo Afonso de Ligório, localizado em Manaus/AM. E também no MANUAL DA CM  indicando uma versão do ano de 1977, sendo este último indicado pela Confederação Nacional das Congregações Marianas do Brasil. 

Obs.: A versão de 1935 é de autoria do Monsenhor Licínio Rífice.  Já a do ano de 1977 é de autoria do Pe. Roque Schneider, SJ, que utiliza a mesma partitura, oficializada pela Confederação Nacional em 17 de agosto de 1977. 

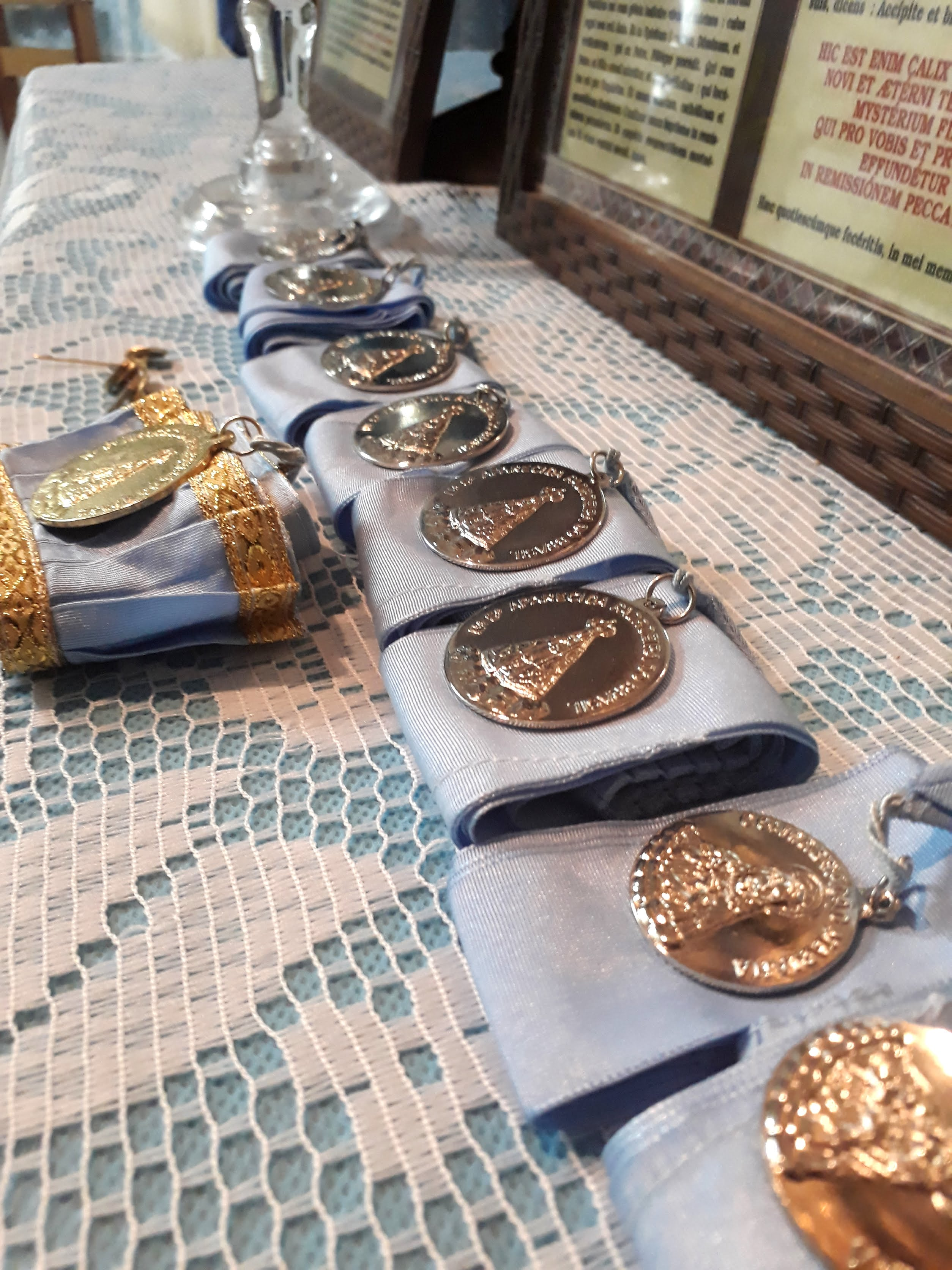
Detalhes das fitas de congregados marianos sobre o altar antes da recepção de novos membros. A fita com bordas douradas é a do assistente eclesiástico

### Fita Azul
Um dos sinais externos mais característico do congregado mariano brasileiro é uma fita azul com a medalha pendente em sua extremidade. Nas faces da medalha estão cunhadas as efígies do Sagrado Coração de Jesus de um lado, com os dizeres "Congregação Mariana" e, do outro lado, de Nossa Senhora Aparecida, com os dizeres "Regina,Advocata et Mater" (Rainha, Advogada e Mãe) ou em algumas versões "Nossa Senhora Aparecida Padroeira do Brasil". 
Há congregados que, ou por serem antigos ou por terem herdado de um congregado falecido suas insignias, possuem e utilizam medalhas e fitas de outros feitios. 
Uma cunhagem que perdurou do início do século 20 até os anos 70 do mesmo século que grafava na face do Sagrado Coração de Jesus os dizeres "Federação das Congregações Marianas". Na outra face, a grafia antiga do título da Padroeira do Brasil, "Nossa Senhora Apparecida".
O Congregado mariano a utiliza em eventos religiosos públicos em geral.

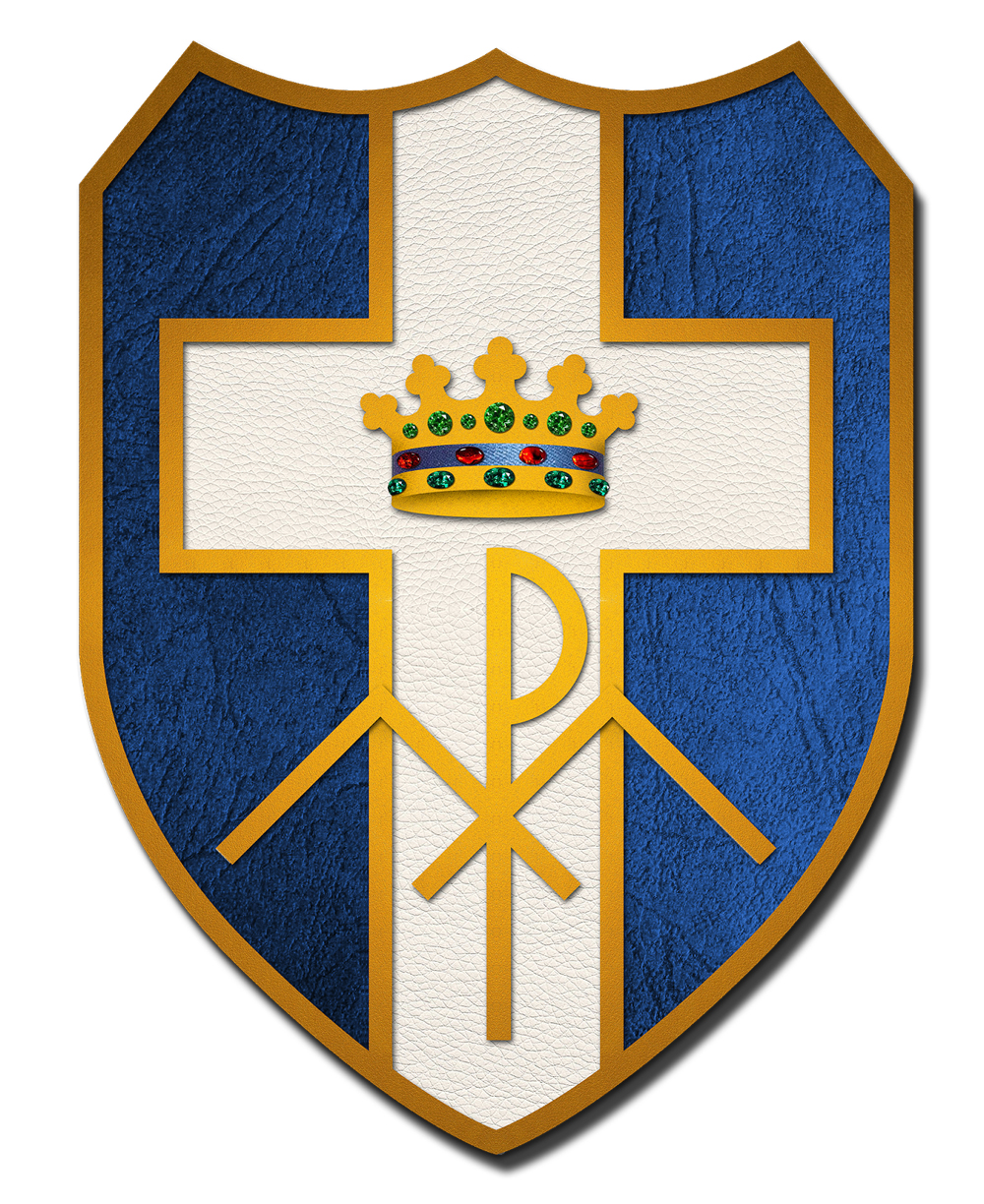
primeiro Brasão das Congregações Marianas do Brasil, criado na década de 1920. Algumas Congregações Marianas utilizam este brasão ainda hoje.

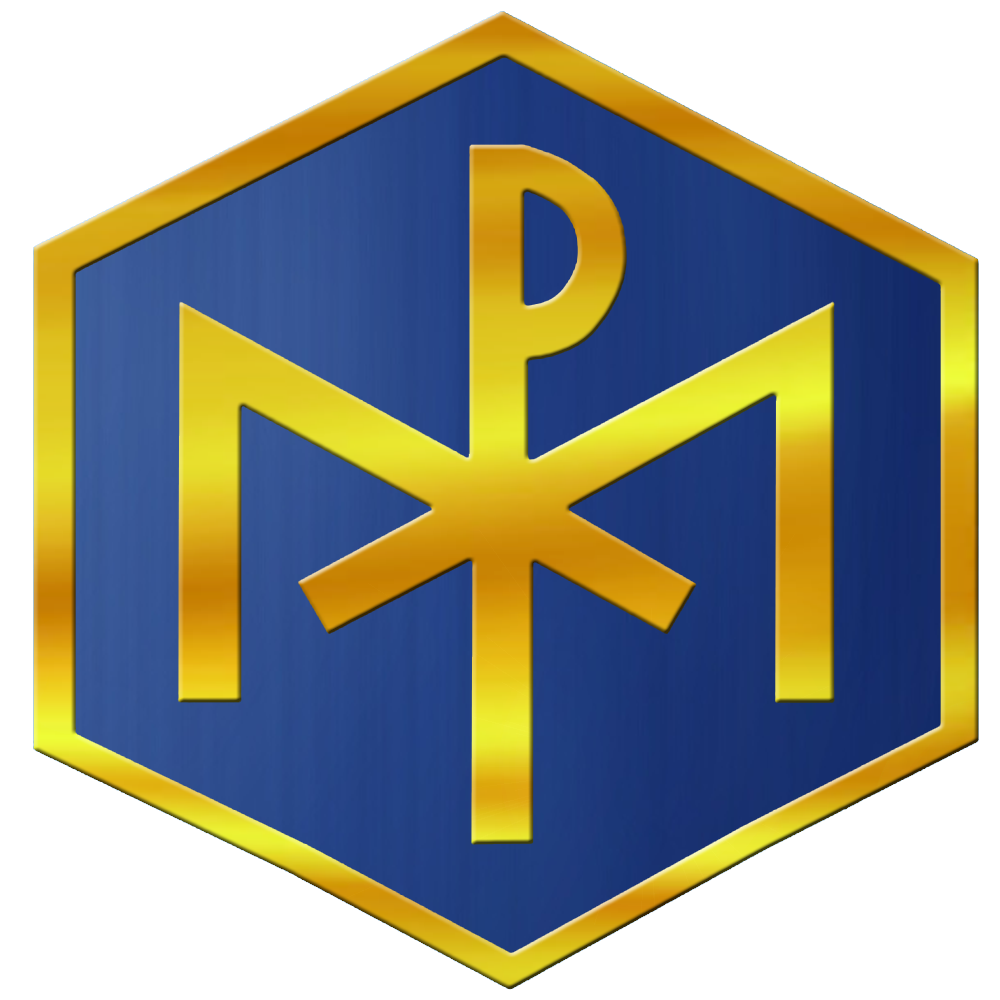
Distintivo atual

### Distintivo
O Congregado mariano costuma usar na lapela do paletó ou preso à camisa o distintivo da Congregação. 
O distintivo atual da Congregação Mariana foi aprovado no Congresso Mundial das Congregações Marianas realizado em Roma, no período de 08 a 12 de setembro de 1954.  
O hexágono nos lembra os seis dias da criação, e nos remete à perfeição das obras de Deus, que tudo perfaz. Como se sabe desde a matemática grega, o número “6” é um número perfeito, vez que é igual à soma de seus divisores: 6 = 1 + 2 + 3. Portanto, o símbolo hexagonal significa ao mariano um caminho rumo à santidade, à perfeição do Pai, como nos propõe Jesus: “Portanto, sede perfeitos, assim como vosso Pai celeste é perfeito” (Mt 5,48). O fundo hexagonal azul nos lembra a cor de nossas fitas e de nossas bandeiras, representando a cor do manto de Maria Santíssima.
Sobre o fundo azul um monograma dourado com três letras:
X –Não é o nosso “X”, mas uma letra grega que se escreve como “X” mas se pronuncia como um “CH” aspirado alemão. É a primeira letra do nome de Cristo em grego: Χριστός (“Kristós” = ungido)
P – Não é a nossa letra “P”, mas uma letra grega que corresponde ao nosso “R”. É a segunda letra do nome Cristo em grego. 
Assim, a junção dessas duas letras (“X” e “P”) representa o nome de Cristo. O “X” significando a primeira letra de Cristo, em grego (Χριστüς), ou as letras “CH” de Cristo, em latim (Christus). E o “P” significando a segunda letra de Cristo, em grego, equivalente ao “R” de Cristo em latim. Há quem proponha, porém, que a letra “P” se trata da primeira letra da palavra Rei em grego, razão pela qual a união das duas letras (“X” e “P”) representaria a expressão Cristo Rei.
M – é a inicial do nome de Maria. Ela se forma a partir da letra “X”, sobreposta ao “P”.
A cor dourada do monograma nos lembra a cor de Cristo Rei. As letras douradas sobre o fundo azul querem significar ainda que Jesus é o Sol que brilha a partir desse céu azul de ternura, que é Maria. Assim nosso distintivo funde o nome de Maria com o de Cristo, reproduzindo o nosso lema: Ad Iesum per Mariam, ou seja A Jesus por Maria.
Faz-se necessário observar que, embora as letras que formam o monograma (“X” e “P”) sejam extraídas no nome de Cristo em grego, o lema mariano adotado é “A Jesus por Maria”, e não “A Cristo por Maria”. Não está errado. A opção pela primeira expressão deve-se apenas à reafirmação de que Jesus, o nazareno, filho de Maria, é o Cristo, o Messias, o Emanuel, Deus conosco.
Apesar de haver este símbolo oficial, há congregações que têm o costume de utilizar outros símbolos mais antigos, sem contudo rejeitar os mais novos aprovados na década de 1970.

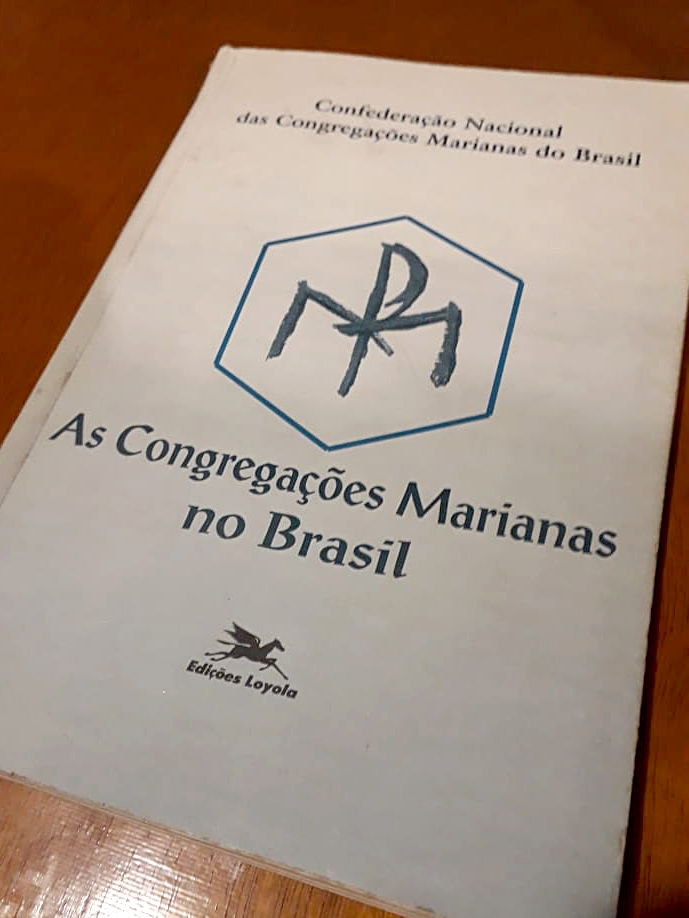
No livro 'As Congregações Marianas no Brasil' está contida a Regra de Vida, que é o Estatuto próprio das Congregações Marianas

## Estatuto Canônico
As Congregações Marianas do Brasil são associações religiosas públicas, no sentido canônico da palavra, de âmbito nacional, eretas pela Conferência Nacional dos Bispos do Brasil que lhes aprova a Regra da Vida (Código de Direito Canônico, c.312 §1° n 2 e c.314).
A Regra da Vida foi elaborada durante o ano de 1992 por uma Comissão de Congregados Marianos de várias regiões do país, coordenada pelo representante do Assistente Eclesiástico Nacional. enriquecida com muitas sugestões e críticas de Bispos, Sacerdotes e outros Congregados Marianos e finalmente levada ao estudo de todas as Federações Diocesanas que mandaram mais de 200 emendas. 
O texto, acolhidas as últimas emendas colocadas, na ocasião, em destaque, foi aprovado pela votação unânime dos delegados das Federações Diocesanas, reunidos na Assembléia Nacional, realizada dia 7 de novembro d 1992 na cidade de Aparecida, SP. O texto foi homologado pelo Assistente Eclesiástico Nacional, Cardeal Dom Eugenio Sales, em 3 de dezembro de 1992. 
Submetida, em 12 de maio de 1993, mediante carta do Assistente Eclesiástico Nacional, à aprovação da Conferência Nacional dos Bispos do Brasil, foi ela aprovada em 22 de agosto de 1993 pelo Decreto da Presidência n° 5/93, com a indicação de várias modificações para maior fidelidade às exigências da Lei Canônica e para explicitar mais claramente a estrutura organizativa, os níveis de dependência e relacionamento com a autoridade eclesiástica competente. 
Estas modificações foram aprovadas por unanimidade pelos Delegados das Federações Diocesanas, reunidos em Assembleia Nacional, realizada no dia 6 de novembro de 1993, em Aparecida, SP. 
Submetido à Conferencia Nacional dos Bispos do Brasil, o atual texto da Regra de Vida foi aprovado, “ad-experimentum”, pelo prazo de cinco anos, pelo Decreto da Presidência nu 7/93, de 25 de novembro de 1993.

## Santos e Santas que foram Congregados[9]
Em sua longa história, as Congregações Marianas, como verdadeiras “escolas vivas de piedade e vida cristã operante” (Bis Saeculari Die) , deram, até o presente, à Igreja, pelo menos 62 santos canonizados e 46 beatos, 22 fundadores de Institutos Religiosos, mártires, missionários e leigos de vida cristã exemplar. De 1567 até agora, entre os 31 Papas que ocuparam a Cátedra de São Pedro, 23 eram Congregados Marianos, inclusive o Papa S. João Paulo II que, aos 14 anos, foi membro-fundador de uma Congregação Mariana, em sua cidade natal. 
- Santo Afonso de Ligório
- Santo Afonso Rodrigues
- Santo Alberto Hurtado
- Beato Anacleto González Flores
- Santo André Bobola
- Santo André Kim Taegon
- Beato Antonio Baldinucci
- Santo Antonio Daniel
- Beato Antônio Ishida Kyutaku
- Santo Antônio Maria Claret
- Beato Baltazar de Torres
- Santa Bernadette Soubirous
- São Bernardino Realino
- Santa Bartolomea Capitanio
- Beato Bronisław Kostkowski
- São Carlos Borromeu
- São Carlos Garnier
- Beato Carlos Francisco Le Gué
- São Camilo de Lellis
- Beato Carlos Lopez Vidal
- São Carlos de Sezze
- Beato Carlo Spínola
- Beato Camilo Constanzo
- Santa Catarina Tekakwitha
- Beato Claude-Antoine Raoul Laporte
- Beato Claude Cayx-Dumas
- São Cláudio La Colombière
- São Conrado de Parzham
- São Crispim de Viterbo
- Beato Diego Luis de San Vitores
- Beato Diogo de Carvalho

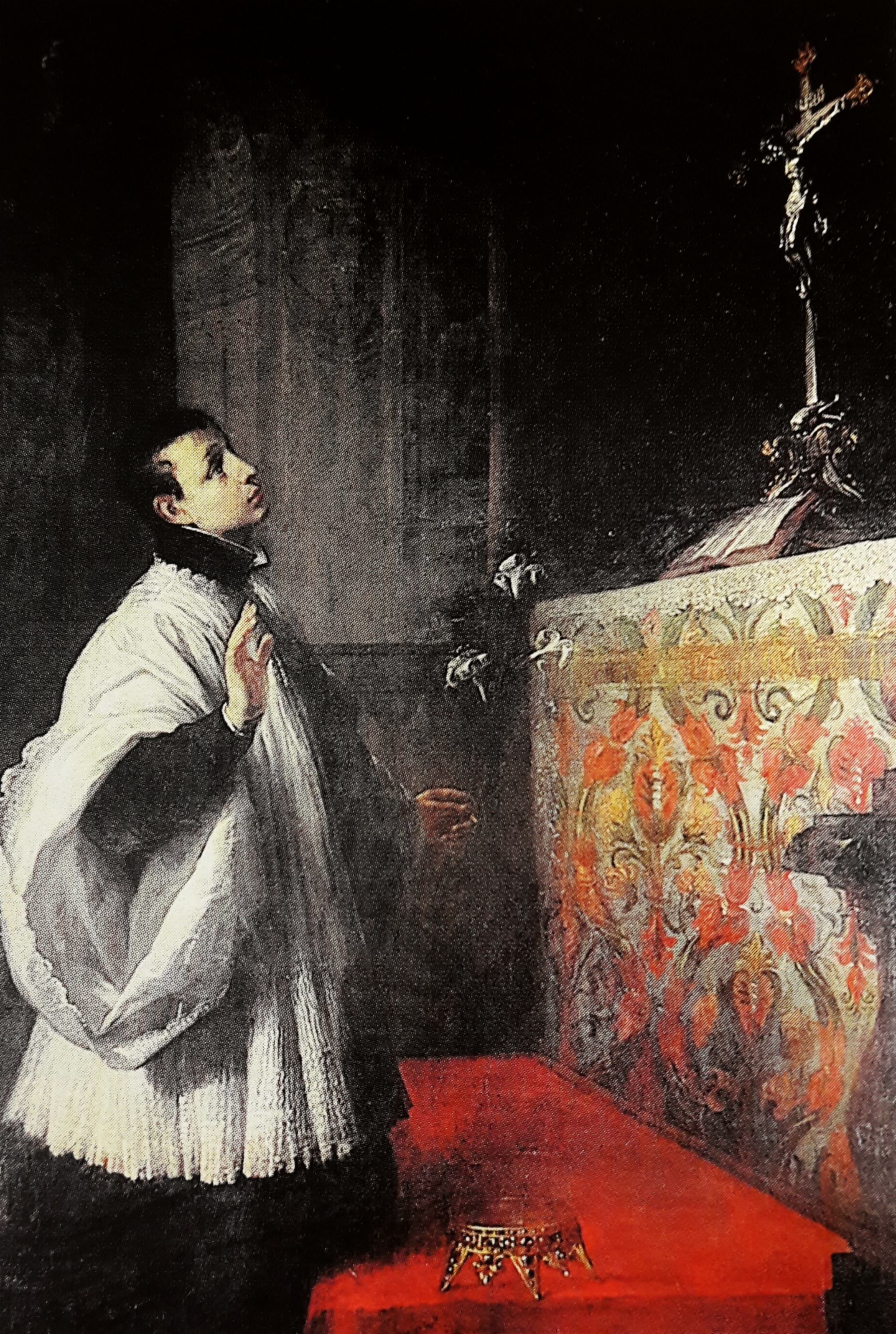
São Luiz Gonzaga, congregado mariano

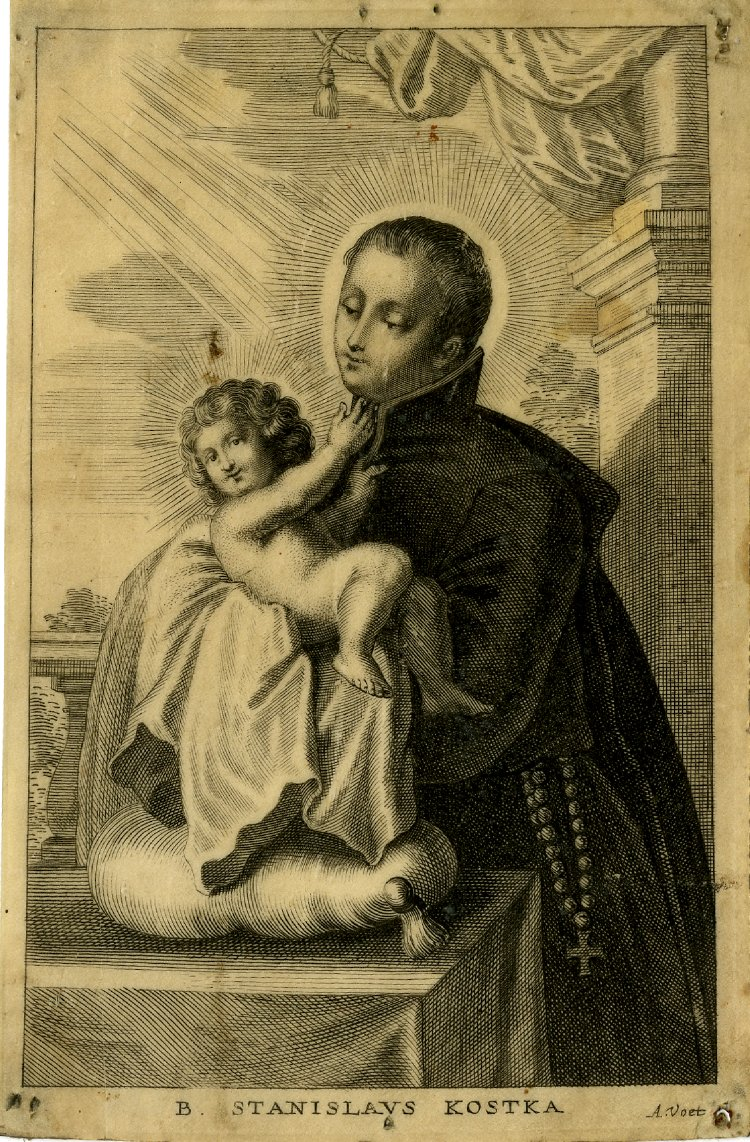
Santo Estanislau Kostka, congregado mariano

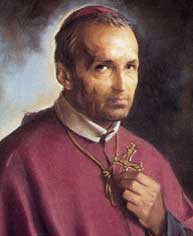
Santo Afonso de Ligório, congregado mariano

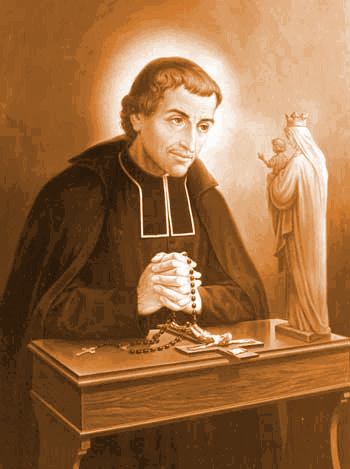
São Luiz Maria Grignon de Montfort, congregado mariano

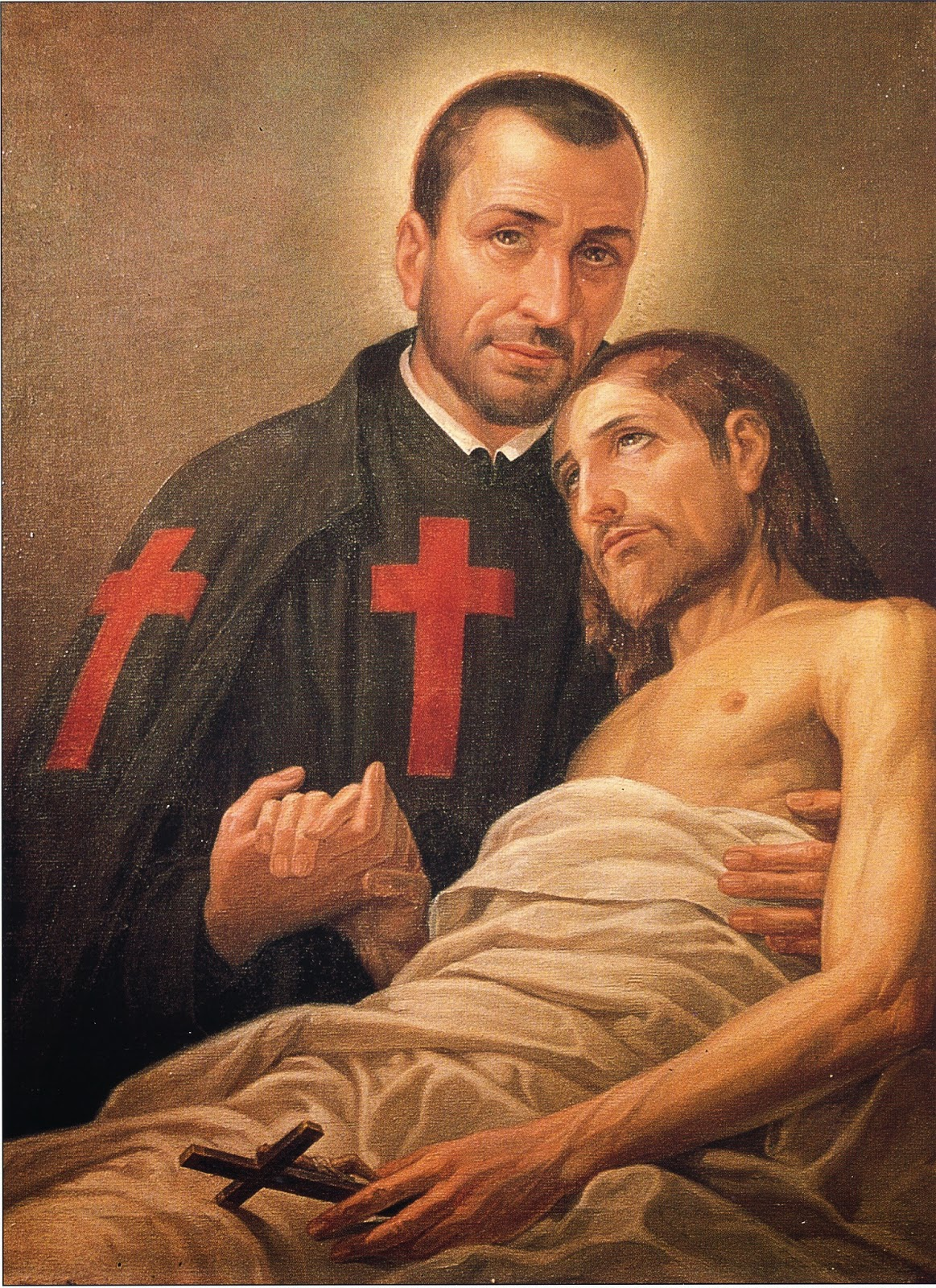
São Camilo de Lellis, congregado mariano

- Donizetti Tavares de Lima/Beato Donizetti Tavares de Lima
- Santo Edmundo Campion
- Santo Estanislau Kostka
- Santo Estêvão Pongracz
- São Felipe Evans
- São Filipe de Jesus
- São Fiel de Sigmaringa
- Santa Francisca Xavier Cabrini
- São Francisco de Borgia
- São Francisco de Geronimo
- Beato Francisco Jacinto Le Livec
- São Francisco de Sales
- São Francisco Solano
- São Gabriel Possenti
- São Gabriel Lallemand
- São Gaspar del Bufalo
- São Gaspar Bertoni
- São Gregório Barbarigo
- Beato Grimoaldo Santamaria
- Beato Guilherme Harcourt
- Beato Guilherme José Chaminade
- Beato Henryk Hlebowicz
- Beato Inocêncio XI
- São João Batista de la Salle
- Beato João Batista Machado
- São João Batista de Rossi
- Beato João Batista Zola
- São João Berchmans
- São João de Brébeuf
- São João de Brito
- São João de Brébeuf
- Beato João Carlos Cornay
- São João Cornelius
- São João de la Lande
- São João Eudes
- São João Gavan
- São João XXIII
- Beato Francisco de Paula Castelló y Aleu
- Beato João Francisco de Régis
- Beato João Juvenal Ancina
- Beato João de la Lande
- São João Luís Bonnard
- São João Ogilvie
- São João Paulo II
- São João Sarkander
- São João Teófanes Venard
- Santa Joaquina de Vedruna
- São Josafá Kuntsevytch
- São José Cafasso
- São José de Calasanz
- São José María Rubio Peralta
- São José Pignatelli
- São Juan Macías
- Beato Julian Maunoir
- Beato Ladislao Findysz
- Beato Leonardo Pérez Larios
- São Leonardo de Porto Maurício
- São Luiz Gonzaga
- São Luís Maria Grignion de Montfort
- São Luis Orione
- Santa Madeleine-Sophie Barat
- São Marcos Crisino
- Beata Maria Antonia Bandrés Elósegui
- Beata Maria Rosa Júlia Billiart
- Beata Maria Teresa Ledóchowska
- Beata Maria Teresa de Soubiran La Louvière
- Santa Mariana de Jesús de Paredes
- São Melchior Grodziecki
- Beato Miguel Agostinho Pro
- Beato Miguel de Carvalho
- Beato Miguel Gómez Loza
- São Natal Chabanel
- Beata Natalia Tułasiewicz
- Santa Paulina do Coração Agonizante de Jesus
- São Paulo Chong Hasang
- São Paulo VI
- Beato Pedro Berna
- São Pedro Canísio
- São Pedro Chanel
- São Pedro Claver
- São Pedro Dumoulin-Borie
- São Pedro Fabro
- São Pedro Fourier
- São Pedro de Jesus Maldonado Lucero
- São Pedro Julião Eymard
- São Pedro Paulo Navarro
- Beato Pier Giorgio Frassati
- Beato Papa Pio IX
- São Renato Goupil
- Beato Renato Maria Andríeux
- São Roberto Southwell
- Beato Rodolfo Acquaviva
- Beato Ruperto Mayer
- Beata Sancja Szymkowiak
- Beato Salvio Huix Miralpéix
- Beato Stanisław Kostka Starowieyski
- Beato Stefan Wincenty Frelichowski
- Santa Teresa de Calcutá
- Santa Teresa do Menino Jesus
- Beato Tiago Sales
- Beato Tomas Holland
- Santa Úrsula Ledóchowska
- Beato Vicente José Le Rousseau
- Santa Vincenza Gerosa
- São Vicente de Paulo
- São Vicente Maria Strambi
- São Vicente Pallotti